# Lyndby Sogn
Lyndby Sogn 
ist eine Kirchspielsgemeinde (dän.: Sogn)
auf der Insel Sjælland im südlichen Dänemark.
Bis 1970 gehörte sie zur Harde Voldborg Herred im damaligen Københavns Amt (bis 1808: Roskilde Amt), danach zur Bramsnæs Kommune im „neuen“ Roskilde Amt, die im Zuge der  Kommunalreform zum 1. Januar 2007 in der Lejre Kommune in der Region Sjælland aufgegangen ist.
Im Kirchspiel leben 1123 Einwohner, davon 561 im Kirchdorf (Stand: 1. Januar 2023).
Im Kirchspiel liegt die Kirche „Lyndby Kirke“.
Nachbargemeinden sind im Norden Sæby Sogn, im Nordwesten Kirke Hyllinge Sogn, im Westen Rye Sogn, im Südwesten Kirke Saaby Sogn und im Südosten Gevninge Sogn.